# Oral-B

Le logo Oral-B

Oral-B est une marque américaine de brosse à dents et autres produits d’hygiène bucco-dentaire commercialisée par l’entreprise Gillette de 1984 à 2005. Braun, également membre du groupe Gillette à cette époque, a commencé à utiliser la marque Oral-B pour les brosses à dents électriques. Oral-B fait partie de la société Procter & Gamble depuis 2006. Un représentant de la société a déclaré que le « B » dans Oral-B signifie « brosse ».[réf. nécessaire]
La marque a été créée dans les années 1960 par l'entreprise du Docteur Robert W. Hutson, dépositaire californien d'un brevet déposé le 13 janvier 1950 en France.